# Bunratty Castle

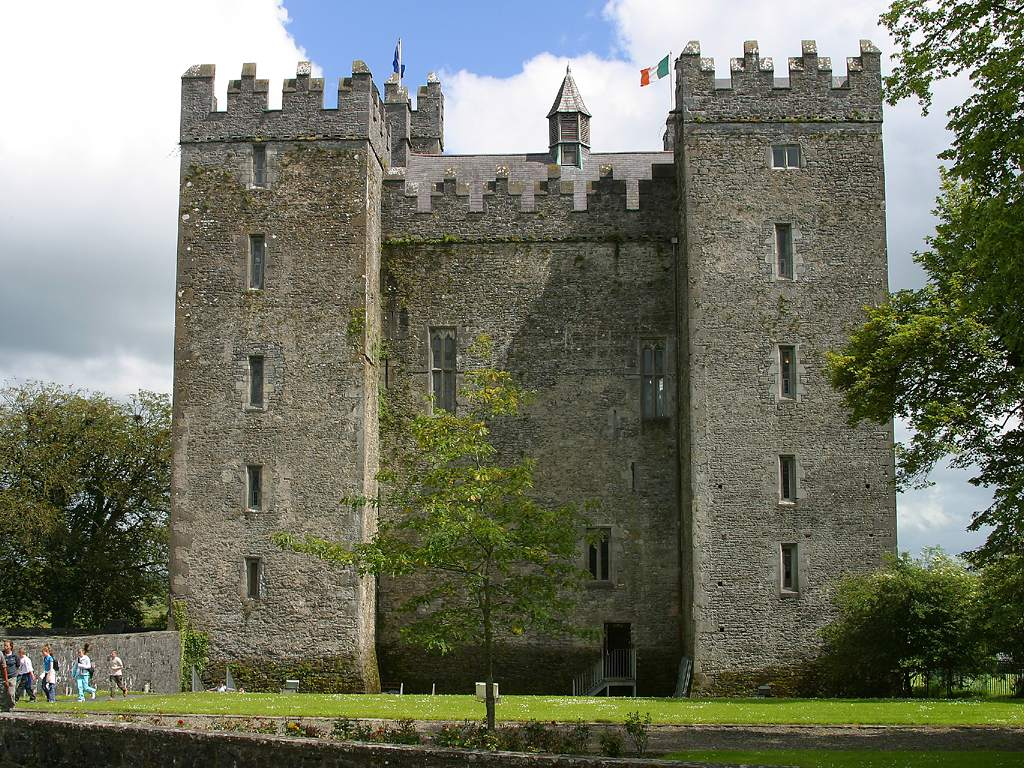
Bunratty Castle

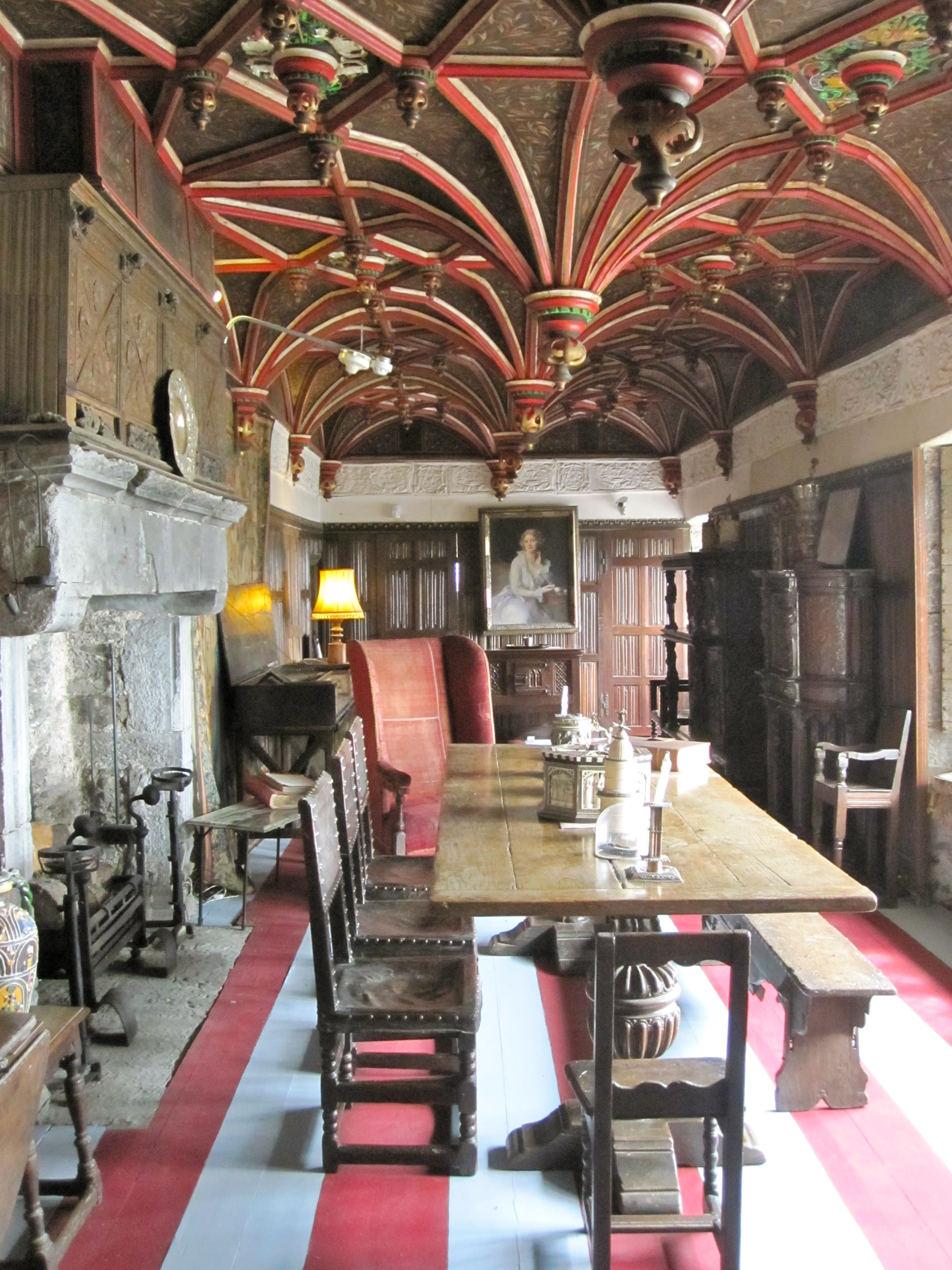
Raum im Bunratty Castle

Bunratty Castle (irisch Caisleán Bhun Raite) ist eine normannische Burg im Zentrum des Dorfes Bunratty (Bun Raite) in der irischen Grafschaft Clare. Sie liegt zwischen Limerick und Ennis in der Nähe von Shannon Town. Der Name Bun Raite bedeutet „Mündung des Flusses Ratty“.

## Geschichte
An der Stelle, an der Bunratty Castle später erbaut wurde, lag um 970 ein Handelsplatz der Wikinger.
Die erste Holzfestung an dieser Stelle wurde 1250 von dem Normannen Robert de Muscegros erbaut. 20 Jahre später baute Thomas de Clare, dem die Ländereien zugesprochen wurden, eine steinerne Burg an gleicher Stelle. Zu dieser Zeit hatte der Ort Bunratty bereits 1000 Einwohner. Unter dem Sohn Richard de Clare wurden die Burg und der Ort während irisch-normannischer Auseinandersetzungen im Jahr 1318 vollständig zerstört. Sie wurde sofort auf Weisung des englischen Königs wieder aufgebaut. Aber schon 1332 fiel sie den Truppen der irischen O’Briens und MacNamaras zum Opfer. Auf den Ruinen wurde 21 Jahre später 1353 von Sir Thomas Rokeby ein Neubau errichtet. Fast unmittelbar nach der Fertigstellung wurde auch dieser angegriffen und befand sich in der Folgezeit in irischen Händen.
Die Architektur des inzwischen vierten Gebäudes wurde 1425 durch die MacNamaras vollendet, aber schon 50 Jahre später ging die Burg in den Besitz des mächtigen O’Brien-Clans aus Munster über.
Während des Krieges der drei Königreiche (Munsters) gestattete Barnaby O’Brien, der Graf von Thomond, britischen Parlamentstruppen die Landung in Bunratty. Die Burg wurde daraufhin von Truppen des Konföderierten Irlands belagert und schließlich eingenommen. Heinrich VIII. von England gab den Titel der Grafen von Thomond an die Familie O’Brien als Dank für ihre Loyalität zurück. Deren Herrschaft ging jedoch mit Ankunft der Truppen Oliver Cromwells 1646 zu Ende.
1690 wurden alle irischen Adligen enteignet und entmachtet, sodass die Burg in die Hand der britischen Regierung fiel. Bis 1804 wurde sie an Protestanten aus Großbritannien (Plantation families) verpachtet, die gezielt im katholischen Irland auf großen Anwesen angesiedelt wurden. Später zogen diese in das komfortable Anwesen Bunratty House, das die Besitzerfamilie Studderts 1804 errichten ließ. Die Burg blieb unbewohnt und verfiel, beispielsweise stürzte am Ende des 19. Jahrhunderts das Dach ein. 1950 erwarb Lord Gort Bunratty Castle und ließ es mit Unterstützung des Staates im ursprünglichen Stil restaurieren. Seit 1960 ist Bunratty Castle der Öffentlichkeit zugänglich.

## Tourismus
In den 1980er Jahren richtete sich ein Museum in den Gebäuden ein; gezeigt werden Möbel, Wandteppiche sowie Arbeits- und Schlafräume aus dem 15. und 16. Jahrhundert. Die einstige Bankett- und Audienzhalle der Burg (Great Hall) kann für besondere Anlässe gemietet werden. Um die Burg herum wurden verschiedene traditionelle irische Bauern- und Stadthäuser errichtet, die Touristen ein nostalgisches Flair vermitteln sollen. Ganze Gebäude wurden an anderen Stellen oder Orten abgetragen und im Bunratty Folk Park wieder aufgebaut. So sind sogar ganze historische Dorfstraßen mit Läden, Schmiede, Gasthäusern und einem Schulgebäude entstanden. Eines der Gebäude stand zuvor auf dem Rollfeld des Flughafens Shannon. Traditionelle irische Handwerke werden vorgestellt und auch vor Ort ausgeübt.
Touristisch ist Bunratty Castle zu Beginn des 21. Jahrhunderts erfolgreich, weil insbesondere viele Amerikaner die nahe gelegene Stadt Limerick besuchen, da die gut verkaufte Autobiographie Die Asche meiner Mutter von Frank McCourt das Interesse an dieser Region geweckt hat. Dennoch bleibt die Popularität von Bunratty Castle und dem Freiluftmuseum noch weit hinter der anderer irischer Burgen wie beispielsweise Blarney Castle zurück.